# Manualidades

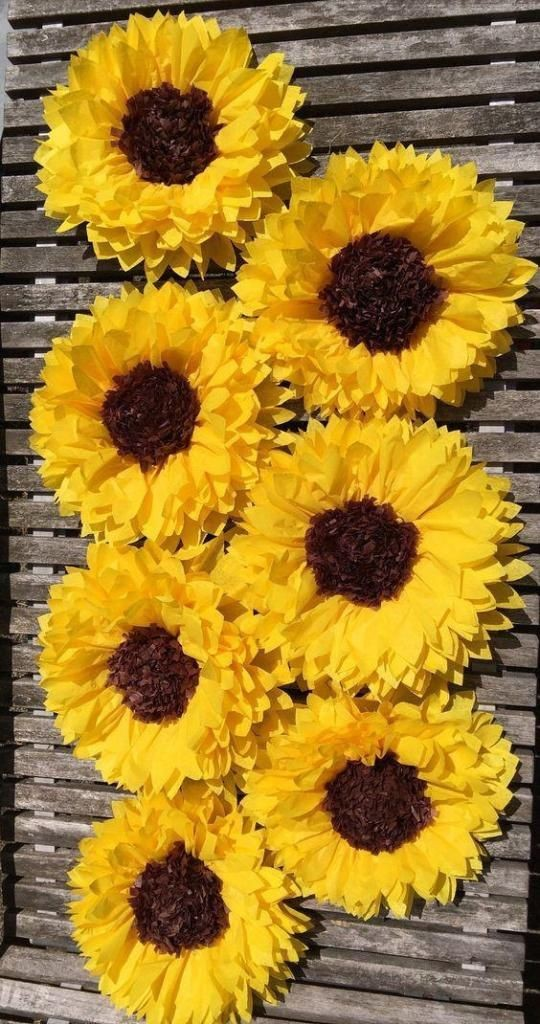
Ejemplo de manualidad hecha con papel crepé

Las manualidades, en términos generales, son trabajos efectuados con las manos, con o sin ayuda de herramientas. Por extensión, el resultado de dicha labor también es conocido como manualidad.
Generalmente, se denomina así a algunas labores didácticas en las cuales se busca como objetivo un avance personal, desarrollo de la creatividad, y son una forma de distracción. La capacidad para realizar manualidades está asociada al desarrollo motriz de quienes las elaboran —motricidad fina o gruesa—, por  lo que se recurre a ello durante las etapas tempranas del educando. Tanto como terapia ocupacional en los adultos.
El concepto "Hágalo usted mismo" a partir de las actividades manuales ha dado lugar a una corriente de personas creativas que practican "Do it Yourself", que va desde la restauración y trabajos manuales domésticos, hasta la creación de productos a partir de materias primas.

## Manualidades en la escuela

Manualidad escolar para aprender figuras geométricas

Las manualidades o trabajos manuales son actividades estéticas y físicas, que realizan los niños en la escuela o liceos .Estas contribuyen al desarrollo integral de los niños y niñas en su educación, ya que las combinaciones de formas y colores contribuyen a desarrollar su propia imaginación y creatividad. La creatividad nos ayuda a resolver los problemas con los que nos enfrentamos día a día, además de permitirnos nuevas oportunidades y posibilidades, abrir nuevos caminos en nuestra vida, recrearnos e inventar propuestas. El desarrollo físico, también llamado desarrollo motor, se mejora gracias a la coordinación entre mente, mano y vista que brinda el trabajar con manualidades, así como la psicomotricidad fina. El desarrollo social mejora la aptitud de los niños y niñas en los trabajos en grupo, también ayudan a que los estudiantes expresen sus sentimientos y mejoren su desarrollo emocional.
Los niños, ayudados de determinadas herramientas o utensilios, realizan las manualidades. Algunos de estos trabajos consisten en trenzar, tejer, recortar, pegar, iluminar, picar y bordar tiras, cuadrados de papel entre otros materiales(cartón, cintas, telas, badana, paja, etc.). El dibujo y el modelado es otra materia que los escolares hacen como manualidades. Reproducen cuerpos geométricos, pequeños monumentos arquitectónicos, figuras, frutas, etc.

## Manualidades en el mundo empresarial
Los artesanos que realizan manualidades aprovechan su creatividad para convertirla en negocio y montar su propia empresa. Un estudio concluyó que la creatividad empresarial está relacionada con la ventaja competitiva, lo que significa que los empresarios creativos tienen más posibilidades de lograr el éxito al trabajar con ideas innovadoras y únicas.
El empresario creativo es importante para la generación de nuevos empleos, puesto que permite que otros artesanos desarrollen sus pequeños negocios y ayuden al desarrollo económico de su comunidad. Cuando estamos hablando de empresario creativo nos referimos a la manera de pensar de los artesanos para resolver sus problemas y estrategias competitivas para mercadear sus productos. Este concepto de creatividad le permite a los artesanos colaborar entre ellos mismos y desarrollar redes de trabajo, compartir ideas y mejorar sus industrias. Además pueden recibir colaboración de artistas, educadores, el propio gobierno y empresarios de su comunidad. 
Una persona con creatividad empresarial es capaz de maximizar sus opciones y sus ganancias, es un buen planificador, optimiza el uso del tiempo, es innovador, se preocupa por la calidad y toma ideas de otros negocios exitosos.

## Clases
Se pueden realizar manualidades con un sinfín de materiales como: papel, cartón, cartulina, tela, fieltro, arcilla, plástico, lana, vidrio, envases reciclados, ceras de colores, pintura, hilo, madera, alambre, etc. Obteniendo grandes cosas e incluso la reutilización de objetos que ya no sirven, convirtiéndolos en nuevas cosas innovadoras (llamadas manualidades con materiales reutilizables). Actualmente existen una infinidad de sitios web que presentan tutoriales para desarrollar diferentes manualidades, incluso con temáticas de la temporada. 